# Amarok
Amarok (колишня назва — amaroK) — програма для програвання аудіофайлів (наприклад, MP3 чи Ogg) для операційних систем Linux та Unix. Для своєї роботи використовує KDE (kdelibs), однак офіційно не входить у жоден з компонентів KDE і випускається незалежно від нього.

## Історія
Проєкт спочатку був розпочатий Марком Кретшманом (Mark Kretschmann), якого не задовольняв аудіо плеєр XMMS. Пізніше до проєкту amaroK підключились інші програмісти.
З першого релізу плеєр називався amaroK з великою літерою «K» в кінці, яку так полюбляють розробники KDE. В червні 2006 року він був перейменований в Amarok після інтенсивної дискусії на конференції KDE, K3M, в травні цього ж року.
У версії 2.0 був повністю перероблений інтерфейс, представлена тісна інтеграція з онлайновими сервісами на зразок Magnatune, Jamendo, MP3tunes, Last.fm і Shoutcast, покращувана підтримка плагінів, здійснений перехід на KDE 4, що дозволило задіювати такі технології, як Solid, Phonon і Plasma.

## Логотип
На логотипі програми зображено гігантського вовка з ескімоської міфології (Амарок чи Амарог) і назва програми співзвучна з ім'ям міфічної тварини, але плеєр був названий за альбомом Amarok Майка Олдфілда. Перший логотип був зроблений у вигляді вовка, але був дуже схожий на емблему WaRP Graphics. Пізніше логотип Amarok змінювався кілька разів і тепер не порушує жодних прав.

## Можливості
- Amarok може представляти аудіофайли з твердого диску, інших накопичувачів, наприклад CD/DVD, а також різних сервісів музики з інтернету (наприклад Last.fm та інших подібних сервісів) у вигляді колекцій. При чому колекції можуть бути представлені в різних формах: згрупованих по виконавцю, альбому, розташуванню у файловій системі і так далі. Можливості з групування, пошуку та налаштування списків композицій надзвичайно широкі, що виділяє Amarok серед плеєрів.
- Починаючи зі стабільної версії 2.0 підтримує встановлення додаткових модулів, та має набір стандартних модулів в стандартному пакеті. Відображення вмісту модулів можна налаштувати на середній панелі програвача. Наприклад, в стандартній комплектації присутні модулі по відображенню основної інформації про аудіозапис (такої, як автоматично завантажена обкладинка до альбому, власний рейтинг пісні, кількість програвань тощо). Інший стандартний модуль дозволяє автоматично завантажувати текст пісні, що відіграється з інтернету (при цьому, крім стандартних вікі-проєктів можна окремо налаштовувати додаткові джерела текстів пісень). Є модуль по автоматично відображенню інформації про групу з вікіпедії, або модуль автоматичного пошуку і програвання кліпів на поточну пісню з youtube, без окремого завантаження браузера, тощо…
- Amarok може тісно співпрацювати з програмою запису дисків CD/DVD — K3b.
- Може відображати колекції аудіофайлів в декількох видах сортування, наприклад, список самих нових пісень чи список самих популярних пісень. Користувач може сам створювати «фільтровані» списки пісень.
- Для зручності підтримує скрипти на Python і Ruby, а також дозволяє через вбудований графічний інтерфейс (GUI) завантажувати нові скриптові сценарії через Інтернет.
- Легко взаємодіє, та може синхронізувати набір композицій з зовнішніми пристроями — наприклад, iPod, USB флеш-накопичувач тощо.
- Як практично будь-який застосунок KDE, Amarok дозволяє працювати глобальними «гарячими» клавішами — тобто такими, що діють, коли плеєр неактивний або згорнутий у системний трей.
- Дозволяє працювати з різними системами відтворення звуку. Таким чином, може бути налаштований на вивід звуку на серверну або іншу програму або в файл. Що дозволяє записувати інтернет трансляції, наприклад, кодувати їх відразу в mp3 або інший формат або виводити звук на іншу акустичну систему по мережі (наприклад на домашній медіа центр, під'єднаний до мережі).

## Майданчики тенет
- Офіційний сайт [Архівовано 4 червня 2004 у Wayback Machine.]
- Збірка Amarok без KDE [Архівовано 3 квітня 2007 у Wayback Machine.]
- Збірка скриптів для Amarok [Архівовано 9 серпня 2007 у Wayback Machine.]
- Підручник(укр.)